# Nisaxis parviceps
Nisaxis parviceps är en skalbaggsart som beskrevs av Thomas Casey 1897. Nisaxis parviceps ingår i släktet Nisaxis och familjen kortvingar. Inga underarter finns listade i Catalogue of Life.